# Visserstraat (Groningen)
De Visserstraat is een straat in de stad Groningen. De straat loopt van de Hoge der A naar de Oude Kijk in 't Jatstraat. De naam verwijst naar de vissers die hun ligplaats hadden aan de Aa.
Aan de Visserstraat staan vijf gasthuizen, het Jacob- en Annagasthuis en de Weldadige Stichting Ketelaar-Bos, staan beide op de hoek van de Visserstraat en het Gasthuisstraatje met het Gasthuisstraatje als adres. Aan de straat zelf staan nog het Latteringegasthuis, het Zeyslgasthuis en het Wytzes- of Schoonbeekgasthuis.
De straat is verkeersluw ingericht. Op de kruising met de Vishoek maakt een mobiele blokkering autoverkeer onmogelijk.

## Monumenten
De Visserstraat telt 6 rijksmonumenten en 7 gemeentelijke monumenten. De beide gasthuizen op de hoek van de Visserstraat en het Gasthuisstraatje staan beschreven bij het Gasthuisstraatje.
| Adres              | Beschrijving                                                                                                  | Monument  | Foto |
| ------------------ | --- | --------- | ---- |
| Visserstraat 6     | Gebouwd als dansschool in 1891, ontworpen door G. Nijhuis                                                     | GM 103491 |      |
| Visserstraat 13    | Het Latteringegasthuis, het pand dateert van 1736, sinds 1857 in gebruik als gasthuis. In 1978 gerestaureerd. | RM 18727  |      |
| Visserstraat 15    | Negentiende-eeuws pand met verdieping en kroonlijst                                                           | RM 18728  |      |
| Visserstraat 37    | Eenlaags pand met steil zadeldak, oorspronkelijk 17e eeuw, verbouwd in de 19e eeuw                            | GM 103464 |      |
| Visserstraat 43    | | GM 103484 |      |
| Visserstraat 45    | | GM 103485 |      |
| Visserstraat 50    | Het Zeylsgasthuis gesticht in 1646, gerestaureerd in 2003                                                     | RM 18730  |      |
| Visserstraat 52    | Het Wytzes- of Schoonbeeksgasthuis                                                                            | RM 18731  |      |
| Visserstraat 54    | Het Wytzes- of Schoonbeeksgasthuis                                                                            | RM 18732  |      |
| Visserstraat 55-57 | Pand met hoog zadeldak uit de zestiende eeuw                                                                  | RM 18729  |      |
| Visserstraat 61-63 | | GM 103489 |      |
| Visserstraat 62    | | GM 103505 |      |
| Visserstraat 66    | | GM 103506 |      |

Achter de Muur · 
Akerkhof · 
Akerkstraat · 
Broerstraat · 
Brugstraat ·
Bruine Ruiterstraat ·
Burchtstraat · 
Butjesstraat ·
Carolieweg ·
Coehoornsingel · 
Donkersgang · 
Driften · 
Emmaplein · 
Folkingestraat · 
Folkingedwarsstraat ·
Ganzevoortsingel · 
Gasthuisstraatje ·
Gedempte Kattendiep ·
Gedempte Zuiderdiep ·
Gelkingestraat ·
Grote Kromme Elleboog ·
Grote Markt ·
Guldenstraat ·
Guyotplein ·
Haddingestraat ·
Haddingedwarsstraat ·
Hardewikerstraat ·
Hereplein · 
Herebinnensingel ·
Heresingel ·
Herestraat ·
Hoekstraat ·
Hofstraat ·
Hoge der A ·
Hoogstraatje ·
Jacobijnerstraat ·
Kleine der A ·
Kattenhage ·
Kleine Kromme Elleboog ·
't Klooster ·
Kostersgang ·
Koude Gat ·
Kreupelstraat ·
Kwinkenplein ·
De Laan ·
Lage der A ·
Lopende Diep ·
Lutkenieuwstraat ·
Marktstraat ·
Martinikerkhof ·
Munnekeholm ·
Muurstraat ·
Naberstraat ·
Nieuwe Boteringestraat ·
Nieuwe Ebbingestraat ·
Nieuwe Kerkhof ·
Nieuwe Kijk in 't Jatstraat ·
Nieuwe Markt ·
Nieuwstad ·
Noorderhaven ·
Oosterstraat ·
Ossenmarkt ·
Oude Boteringestraat ·
Oude Ebbingestraat ·
Oude Kijk in 't Jatstraat ·
Papengang ·
Pausgang · 
Pelsterstraat ·
Peperstraat ·
Poelestraat ·
Praediniussingel ·
Rademarkt ·
Radesingel ·
Reitemakersrijge ·
Rode Weeshuisstraat ·
Schoolstraat · 
Schoolholm · 
Schuitemakersstraat ·
Schuitendiep · 
Sieboldsgang · 
Singelstraat · 
Sint Jansstraat ·
Sint Walburgstraat ·
Spilsluizen ·
Stationsstraat ·
Steentilstraat ·
Stoeldraaierstraat · 
Torenstraat · 
Turfstraat ·
Turfsingel ·
Turftorenstraat ·
Ubbo Emmiussingel ·
Vismarkt ·
Visserstraat ·
Waagstraat ·
Zoutstraat ·
Zwanestraat